# Giulietta Guicciardi
Giulia Guicciardi (Przemyśl, 23 novembre 1784 – Vienna, 22 marzo 1856) è stata una nobildonna austriaca e per un breve periodo allieva di pianoforte di Ludwig van Beethoven. 
A lei dedicò la Sonata per pianoforte n. 14, in seguito nota come Sonata al chiaro di luna.

## Biografia
Julie Guicciardi nacque a Przemyśl, nella Polonia austriaca. Era figlia del conte Francesco Giuseppe Guicciardi e della contessa Susanna von Brunswik.  Giunse a Vienna con i suoi genitori da Trieste nel giugno del 1800 e fu notata nell'alta società per la sua bellezza. Si fidanzò presto con il conte von Gallenberg (1780–1839), un compositore dilettante, che sposò il 14 novembre 1803. Successivamente si trasferirono a Napoli. Ritornò a Vienna nel 1822. Negli anni successivi tra i suoi ammiratori figura il conte Hermann von Pückler-Muskau.
Morì a Vienna nel 1856.

## Collegamento con Beethoven
Beethoven conobbe la Guicciardi tramite la famiglia Brunsvik (in inglese come "Brunswick"). Aveva un rapporto particolarmente intimo con le sue cugine, le sorelle Therese e Josephine Brunsvik (delle quali era stato insegnante di pianoforte fin dal 1799). Verso la fine del 1801, divenne l'insegnante di pianoforte di Guicciardi e, a quanto pare, se ne innamorò. Si tratta probabilmente della "ragazza incantevole" di cui Beethoven scrisse il 16 novembre 1801 all’amico Franz Gerhard Wegeler:
"La mia vita è di nuovo un po’ più piacevole, sono di nuovo in giro, tra la gente. Non puoi immaginare quanto siano stati desolati e tristi per me questi ultimi due anni; questo cambiamento è stato causato da una dolce e incantevole ragazza, che mi ama e che amo. Dopo due anni, sto finalmente godendo di alcuni momenti di beatitudine, ed è la prima volta che sento che il matrimonio potrebbe rendermi felice. Ma, sfortunatamente, lei non è della mia stessa condizione – e ora… certamente non potrei sposarmi."

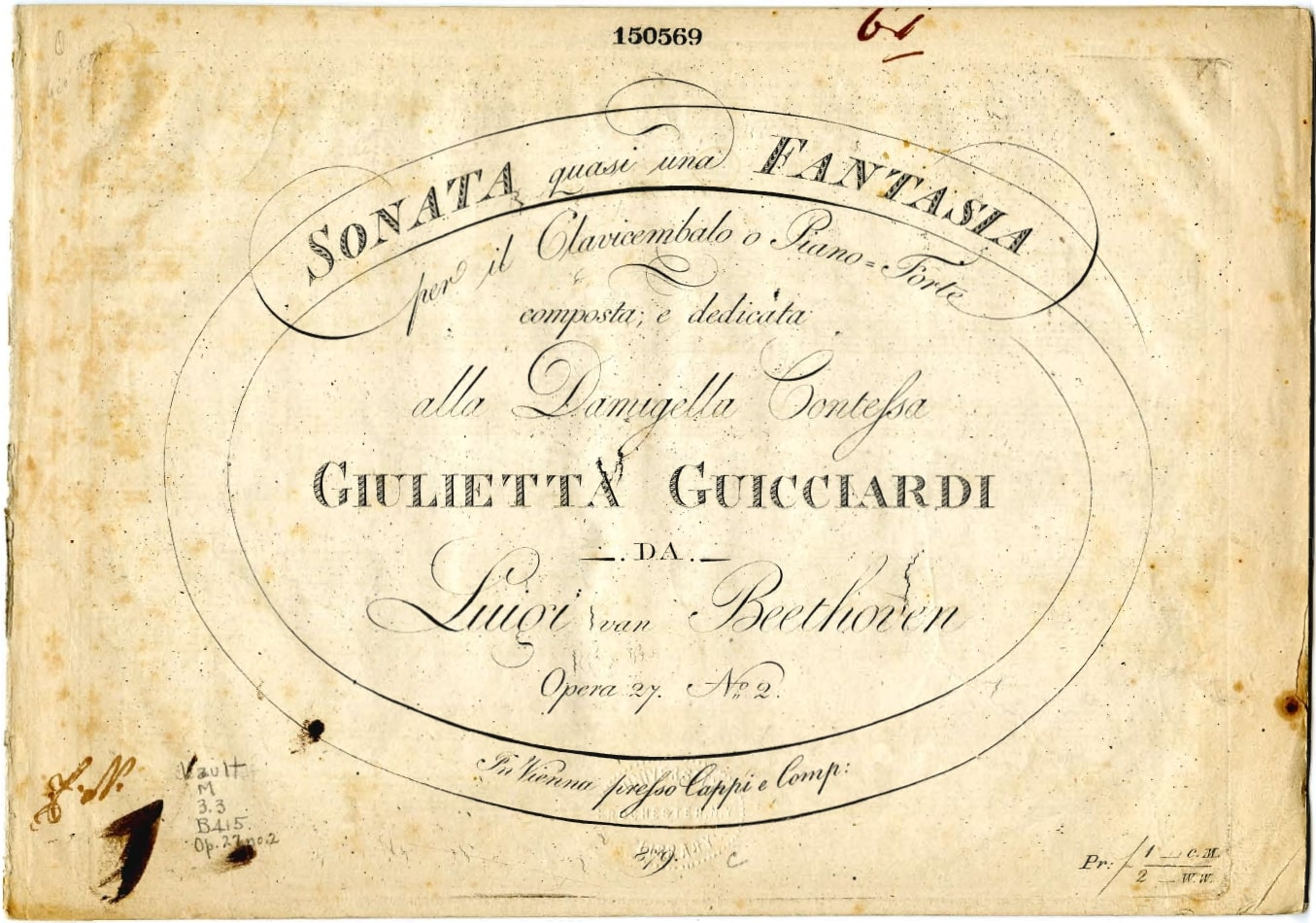
Frontespizio della prima edizione della Sonata per pianoforte n. 14 (1802)

Nel 1802 le dedicò la Sonata per pianoforte n. 14, utilizzando la forma italianizzata del suo nome, Giulietta Guicciardi, per conformarsi alle convenzioni delle dediche. Sebbene il brano fosse originariamente intitolato Sonata quasi una Fantasia (come il suo pezzo compagno, la Sonata per pianoforte n. 13 in mi bemolle maggiore), divenne successivamente noto con il celebre soprannome Sonata al chiaro di luna. Questa dedica non rientrava nelle intenzioni originarie di Beethoven, il quale non aveva in mente Giulietta Guicciardi quando scrisse la Sonata al chiaro di luna. Thayer, nella sua Vita di Beethoven, afferma che l'opera che Beethoven intendeva originariamente dedicare a Guicciardi era il Rondò in sol maggiore, Op. 51 n. 2, ma questa doveva invece essere dedicata alla contessa Lichnowsky. Così, all'ultimo momento, Beethoven cercò un altro pezzo da dedicare a Guicciardi e scelse la Sonata per pianoforte n. 14, che in seguito divenne famosa con il nome di Sonata al chiaro di luna.
Nel 1823, Beethoven confessò al suo segretario e futuro biografo Anton Schindler di essere ancora innamorato di Giulietta Guicciardi in quel momento. Questo affetto, che era stato molto intenso negli anni precedenti, continuò a rimanere una parte significativa dei suoi sentimenti, nonostante le difficoltà e i cambiamenti nella sua vita personale e professionale.  Nella sua biografia di Beethoven del 1840, Schindler affermò che "Giulietta" era la destinataria della lettera all'"Amata Immortale". Questa nozione fu immediatamente messa in discussione (anche se non in pubblico) dalla cugina Therese Brunsvik: "Tre lettere di Beethoven, presumibilmente a Giulietta. Potrebbero essere una bufala?" I dubbi di Therese erano fondati perché, a differenza di Schindler e di altri contemporanei, sapeva tutto dell'intensa e duratura storia d'amore tra Beethoven e sua sorella Josephine: "Tre lettere di Beethoven… devono essere per Josephine che aveva amato appassionatamente."
Nel film Amata immortale del 1994, la contessa Guicciardi è interpretata da Valeria Golino.